# Санга (река)
Санга́ (фр. Sangha) — река в Центральной Африке, приток реки Конго. Образуется в Санга-Мбаэре при слиянии Кадеи и Мамбере. Территория водозабора реки Санга и притоков включает Восточный регион Камеруна, Западные провинции ЦАР (Нана-Мамбере, Мамбере-Кадеи и Санга-Мбаэре) и департаменты Санга и Кювет Республики Конго (Браззавиль). Длина реки составляет 785 км.

## Морфометрия
Образуется слиянием рек Кадеи и Мамбере. Длина реки составляет примерно 790 км от места слияния истоков и около 1300 км вместе с Кадеи. Общая площадь водосбора составляет примерно 200 тысяч км².

## Гидрография
Оба истока реки, Кадеи и Мамбере, берут своё начало на южных склонах Камерунского нагорья. Впадает в качестве правого притока в реку Конго.

## Притоки
- Ндаки
- Кадеи
- Мамбере

## Водный режим
Средний расход воды меняется от 700 м³/с (март) до 4250 м³/с (октябрь — ноябрь). Судоходна на всём протяжении от места слияния истоков до устья.

## Заповедники
Заповедники Лобеке, Дзанга-Санга и Дзанга-Ндоки, расположенные вдоль реки, являются одними из последних сохранившихся в природе естественных мест обитания таких животных, как дикий лесной слон и равнинная горилла, дикий буйвол и карликовый бегемот.